# 한국테크노파크진흥회
한국테크노파크진흥회는 테크노파크의 설립 목적을 달성하고, 상호 협력 및 정보 공유의 장을 마련하며, 지역 테크노파크가 지역산업 육성 및 기업지원의 거점기관으로서의 역할을 수행하기 위한 목적으로 설립되었다. 한국테크노파크진흥회는 전국 19개 테크노파크를 정회원으로 둔 비영리 사단법인으로서 테크노파크와 중앙정부, 지방자치단체, 유관기관, 해외기관과의 교류·협력체계 구축 및 활성화를 위한 네트워크 허브 역할을 수행하고 있다. 서울특별시 강남구 테헤란로 305 한국기술센터 17층에 있다.

## 연혁
- 1998년 전국테크노파크협의회 구성 (송도테크노파크, 경기테크노파크, 충남테크노파크, 광주테크노파크, 대구테크노파크, 경북테크노파크 회원가입). 초대 김기남 회장 취임 (광주테크노파크 이사장)
- 1999년 제2대 김상근 회장 취임 (경북테크노파크 이사장)
- 2000년 포항테크노파크, 부산테크노파크 회원가입
- 2001년 제3대 이상철 회장 취임 (경북테크노파크 이사장)
- 2002년 제4대 김종량 회장 취임 (경기테크노파크 이사장)
- 2003년 강원테크노파크, 충북테크노파크, 전북테크노파크, 전남테크노파크 회원가입
- 2004년 제5·6대 홍대일 회장 취임 (대구테크노파크 이사장). 울산테크노파크, 경남테크노파크 회원가입
- 2005년 한국테크노파크로 명칭 변경. 제7대 신진 회장 취임 (충남테크노파크 원장). 서울테크노파크, 경기대진테크노파크 회원가입
- 2006년 사단법인 한국테크노파크로 전환 및 사무국 서울 이전
- 2007년 제8대 윤관식 회장 취임 (충북테크노파크 원장)
- 2008년 제9대 남헌일 회장 취임 (광주테크노파크 원장). 사무국 이전 (한국기술센터). 대전테크노파크 회원가입
- 2009년 제10대 김학민 회장 취임 (충남테크노파크 원장)
- 2010년 제11대 이진옥 회장 취임 (대전테크노파크 원장). 제주테크노파크 회원가입
- 2011년 제12대 김동철 회장 취임 (부산테크노파크 원장) 보궐선거로 제12대 홍종희 회장 취임 (전남테크노파크 원장)
- 2012년 제13·14대 장원철 회장 취임 (충남테크노파크 원장)
- 2013년 제15대 김인교 회장 취임 (강원테크노파크 원장)
- 2014년 제16대 유동국 회장 취임 (광주테크노파크 원장). 제17대 이재훈 회장 취임 (경북테크노파크 원장). 한-베트남 인큐베이터파크(KVIP) 운영
- 2015년 제18대 이재훈 회장 연임 (경북테크노파크 원장)
- 2016년 제19대 편광의 회장 취임 (대전테크노파크 원장
- 2017년 제20대 편광의 회장 취임 (대전테크노파크 원장)
- 2018년 제21대 이재훈 회장 취임 (경북테크노파크 원장). 한국테크노파크협의회 → 한국테크노파크진흥회 명칭 변경

## 주요 기능 및 역할
- 중앙정부·유관기관, 19개 테크노파크 간 의견조율 및 협의
- 19개 테크노파크 공동참여행사 개최 또는 참가를 주도하여 효율성 제고
- 테크노파크 사업 및 성과를 대내외적으로 홍보하여 이해도 제고 및 인식 개선
- 중앙정부·유관기관, 테크노파크에 대한 지원·협력을 통해 교류협력 확대
- 테크노파크 거점기능 강화 및 기업지원 서비스 강화
- 글로벌 교류협력사업을 통한 대한민국 내 기술기반 중소기업의 해외진출 도모
- 테크노파크사업 공동연구
- 테크노파크 임직원 소양 및 직무교육을 통한 직무강화

## 조직

#### 사무국
- 경영지원실
- 사업총괄관리실

## 회원
- 서울테크노파크
- 부산테크노파크
- 대구테크노파크
- 인천테크노파크
- 광주테크노파크
- 대전테크노파크
- 울산테크노파크
- 경기테크노파크
- 강원테크노파크
- 충북테크노파크
- 충남테크노파크
- 전북테크노파크
- 전남테크노파크
- 경북테크노파크
- 경남테크노파크
- 제주테크노파크
- 경기대진테크노파크
- 포항테크노파크
- 세종테크노파크